# Jeffersonville (Illinois)
Jeffersonville és una població dels Estats Units a l'estat d'Illinois. Segons el cens del 2000 tenia 366 habitants.

## Demografia
Segons el cens del 2000, Jeffersonville tenia 366 habitants, 156 habitatges, i 99 famílies. La densitat de població era de 138,5 habitants/km².
Dels 156 habitatges en un 34,6% hi vivien nens de menys de 18 anys, en un 50% hi vivien parelles casades, en un 12,2% dones solteres, i en un 36,5% no eren unitats familiars. En el 32,1% dels habitatges hi vivien persones soles el 16,7% de les quals corresponia a persones de 65 anys o més que vivien soles. El nombre mitjà de persones vivint en cada habitatge era de 2,35 i el nombre mitjà de persones que vivien en cada família era de 2,98.
Per edats la població es repartia de la següent manera: un 28,1% tenia menys de 18 anys, un 9% entre 18 i 24, un 26,2% entre 25 i 44, un 18,6% de 45 a 60 i un 18% 65 anys o més.
L'edat mediana era de 34 anys. Per cada 100 dones de 18 o més anys hi havia 82,6 homes.
La renda mediana per habitatge era de 25.521 $ i la renda mediana per família de 28.500 $. Els homes tenien una renda mediana de 25.521 $ mentre que les dones 16.458 $. La renda per capita de la població era d'11.882 $. Aproximadament el 15,4% de les famílies i el 19,7% de la població estaven per davall del llindar de pobresa.

## Poblacions més properes
El següent diagrama mostra les poblacions més properes.